# Condado de Lincoln (Nuevo México)
El condado de Lincoln es un condado del estado de Nuevo México, Estados Unidos. Tiene una población estimada, a mediados de 2023, de 20 029 habitantes.
La sede del condado es Carrizozo. Su localidad más poblada es Ruidoso.
Tiene un superficie total de 12 513.1 km² (de los cuales 0.6 km² están cubiertos de agua).
Fue fundado en 1869.